# Zavoi, Iambol
Zavoi (în bulgară Завой) este un sat în comuna Tundja, regiunea Iambol,  Bulgaria. 

## Demografie
Componența etnică a satului Zavoi
     Nicio identificare (11,28%)
     Bulgari (61,28%)
     Romi (27,43%)
     Turci (0%)
La recensământul din 2011, populația satului Zavoi era de 1.028 locuitori. Din punct de vedere etnic, majoritatea locuitorilor (61,28%) erau bulgari, cu o minoritate de romi (27,43%). Pentru 11,28% din locuitori nu este cunoscută apartenența etnică.